# Павловський Феофан Венедиктович
Павло́вський Феофа́н Венеди́ктович (* 10 січня 1881 (29 грудня 1880), с.  Кам'янка Новопсковського району Луганської області — † 13 квітня 1936, Каунас) — український та російський оперний співак (баритон) і режисер.

## Життєпис
1900 року закінчив класичну гімназію. Подальшу освіту здобув на філософському факультеті Одеського університету і юридичному факультеті Петербурзького університету. У 1905 закінчив Петербурзьку консерваторію.
1906–1907, 1909–1910 — соліст Київської опери. Був учасником багатьох вистав Театру Миколи Садовського.
1907–1908 — соліст Тбіліської опери.
Потім працював у Москві (Оперний театр Зиміна, 1908–1909; Большой театр, 1910–1921). Пропагував українську музику в Росії. Був членом товариства «Кобзар» у Москві.
1921–1928 — режисер театру Белграда (Сербія).
1928–1936 — режисер Каунаського оперного театру.

## Партії
- Султан («Запорожець за Дунаєм» Гулака-Артемовського)
- Мазепа («Мазепа» Чайковського)
- Голова, Каленик («Ніч проти різдва», «Майська ніч» Римського-Корсакова)
- Ріголетто («Ріголетто» Верді)
- Скарпіа («Тоска» Пуччіні)
- Вольфрам, Тельрамунд («Тангейзер», «Лоенгрін» Вагнера).

В концертах виконував українські вокальні твори.